# BR-364
Die BR-364 ist eine 4325 km lange Fernstraße in Brasilien, die Limeira im Bundesstaat São Paulo mit Mâncio Lima im Bundesstaat Acre verbindet. 

## Allgemeines
Die BR-364 ist mit 4325 km die drittlängste Fernstraße in Brasilien nach der BR-101 und BR-116. Sie ist eine Südost-Nordwest-Diagonale (portugiesisch rodovia longitudinal) und heißt offiziell „Rodovia federal BR-364“.
Sie hieß im Planungsstadium seit 1943 zunächst „BR-029“ oder „Straße der Jaguare“ (portugiesisch estrada das onças)., wurde aber erst ab Februar 1960 unter dem Präsidenten Juscelino Kubitschek erbaut und 1983 asphaltiert. Während des Straßenbaus wohnten zunächst in Rondônia 70.000 Menschen (1960), 1980 waren es bereits 500.000. Ein erster Bauabschnitt verband Porto Velho und Cuiabá. Die Eröffnung fand am 13. Februar 1961 statt, auch wenn große Teile noch den Ausbauzustand einer Naturstraße aufwiesen.   
Der Ausgangs- oder Endpunkt Limeira ist 369 km von São Paulo (auf der BR-369), der Hauptstadt des gleichnamigen Bundesstaats, entfernt. Durch eine Anbindung in Peru und eine Anbindung von Limeira zum Atlantik bei Guarujá (238 km) ist die BR-364 nunmehr seit Dezember 2010 Teil der Transoceánica, ohne dass sie offiziell so bezeichnet wird.

## Verlauf

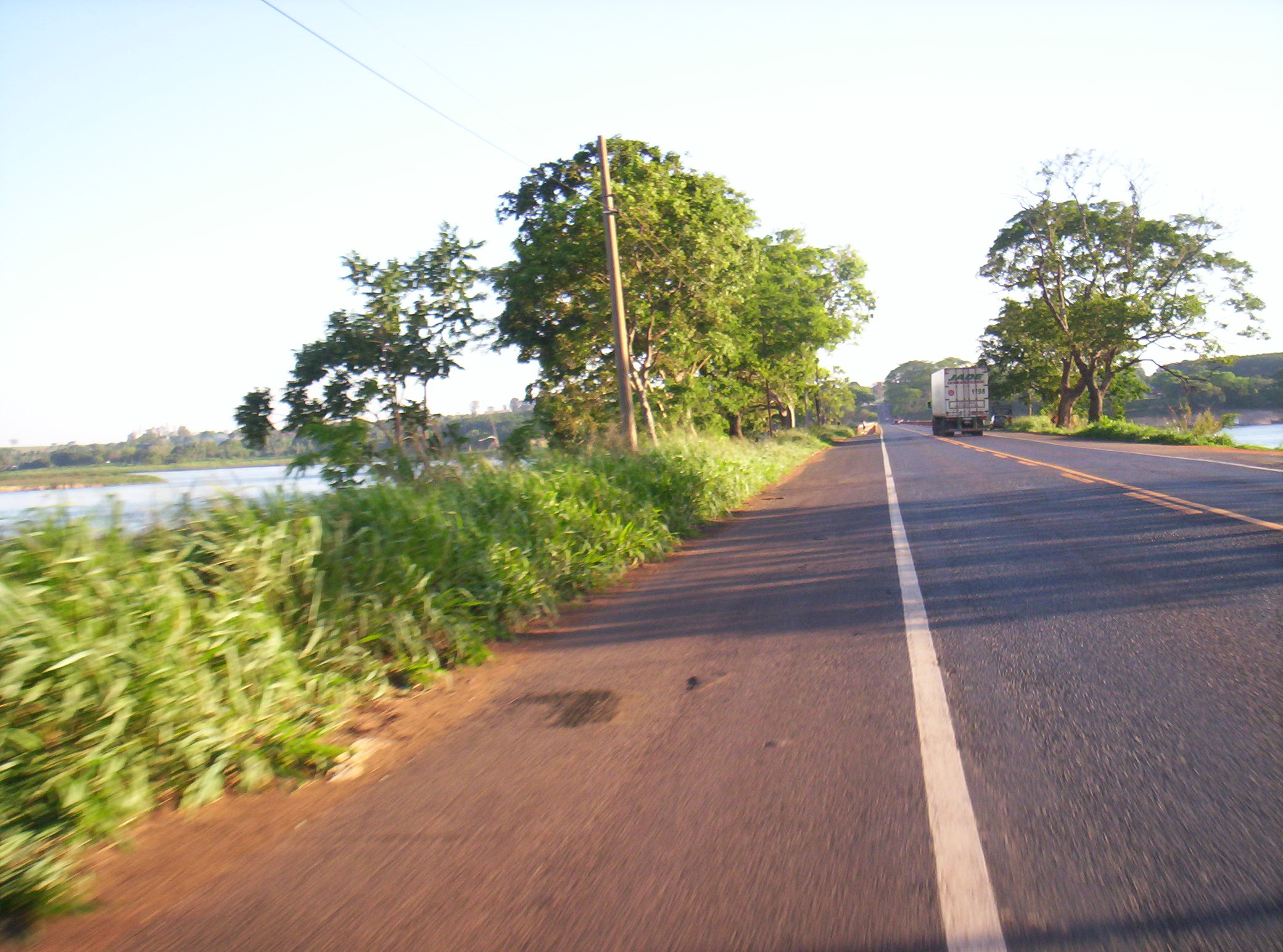
BR-364 – Grenze zwischen  Minas Gerais und  São Paulo
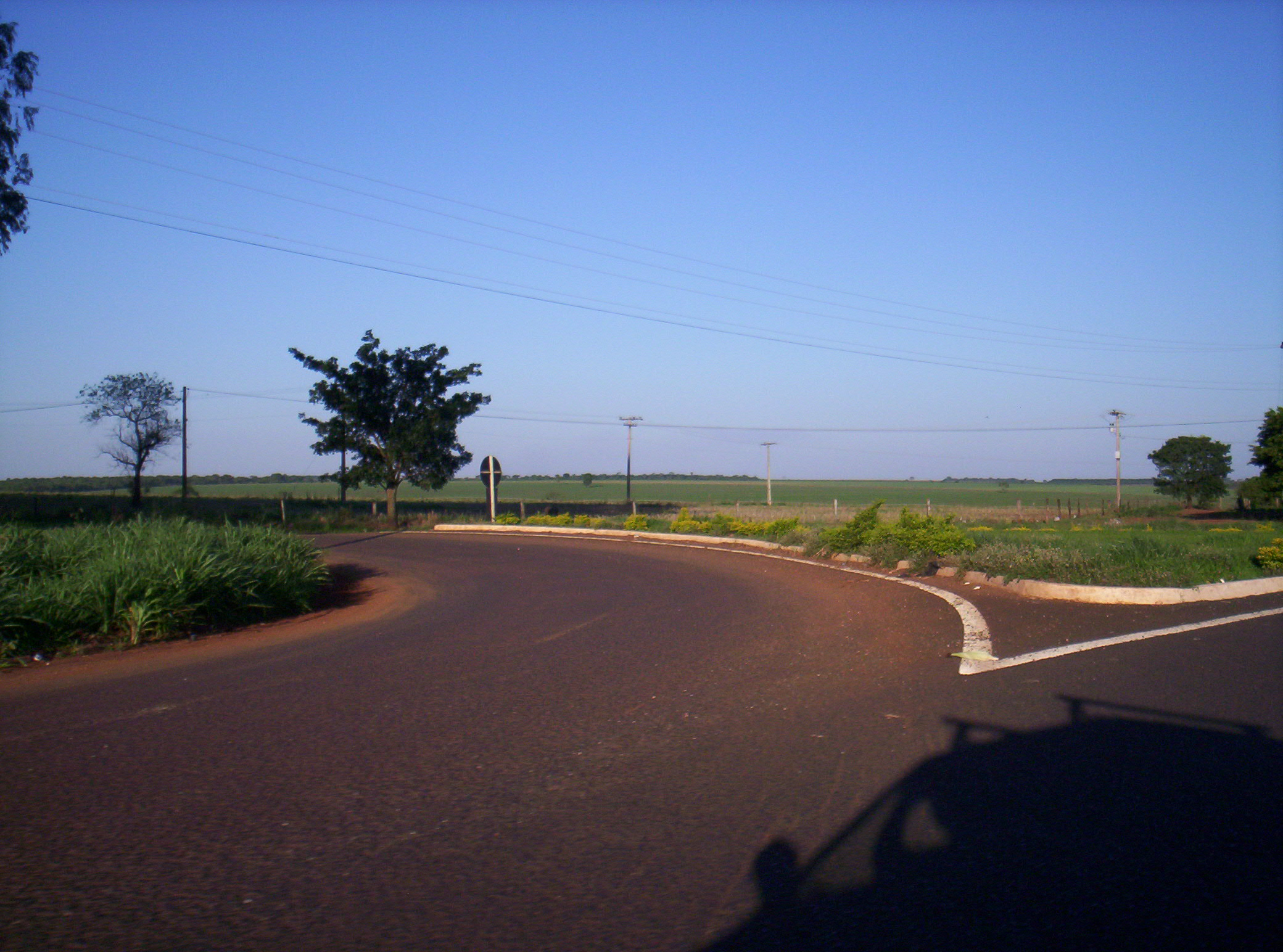
BR-364 in Planura ( Minas Gerais)
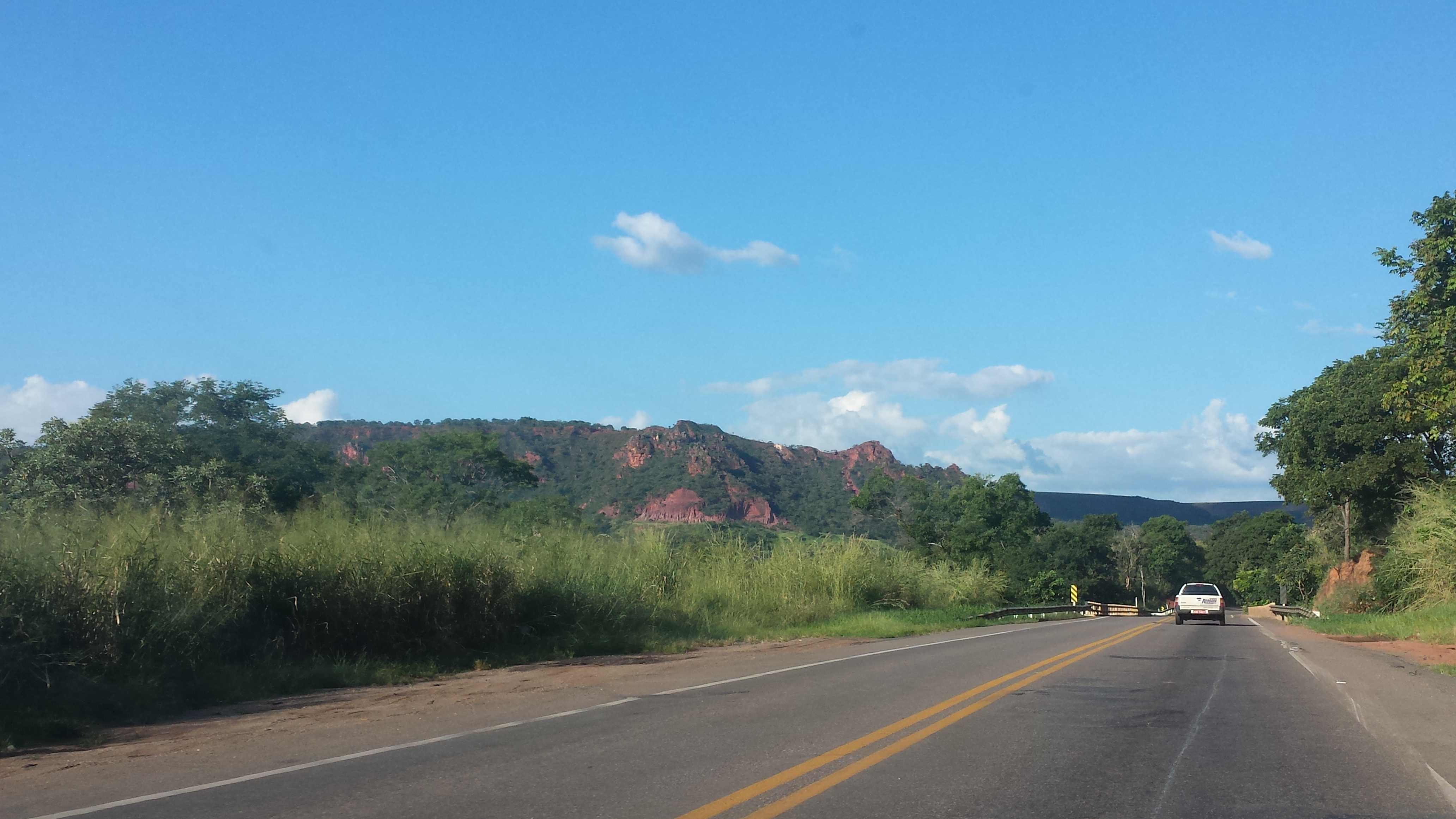
BR-364 – Serra da Petrovina ( Minas Gerais)
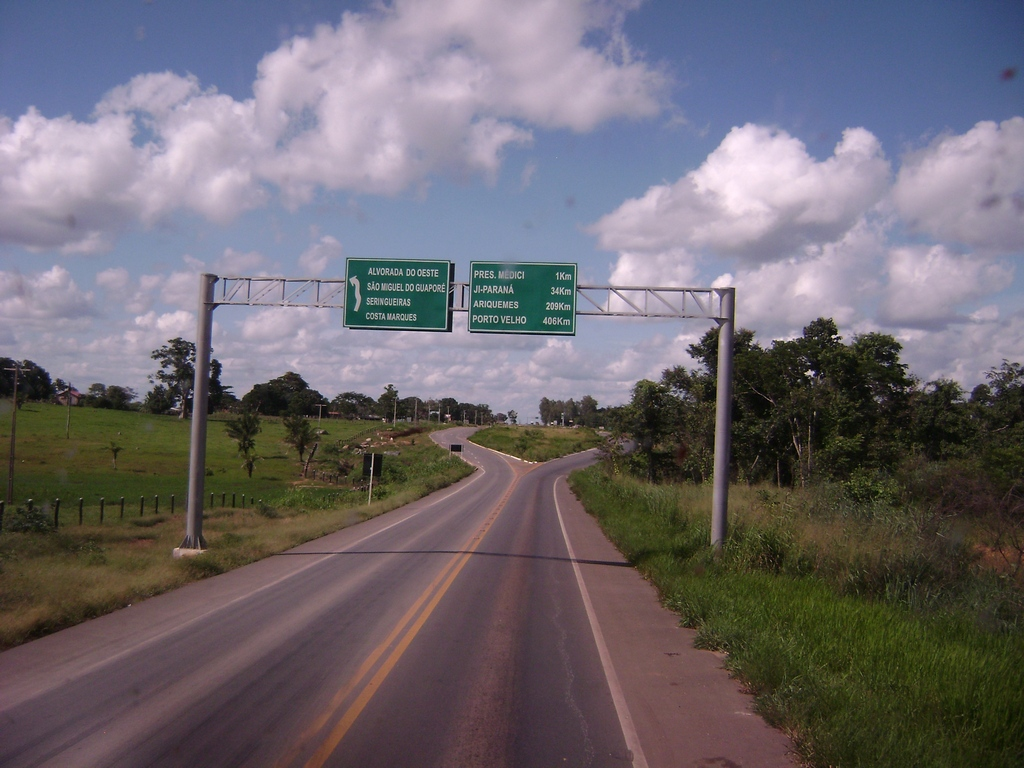
BR-364 in Höhe von Presidente Médici ( Rondônia)
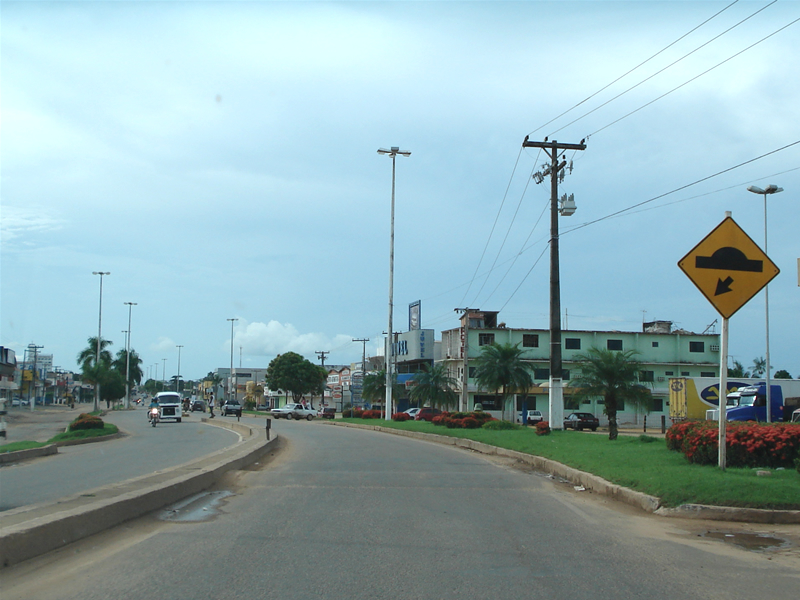
BR-364 in Ji-Paraná ( Rondônia)
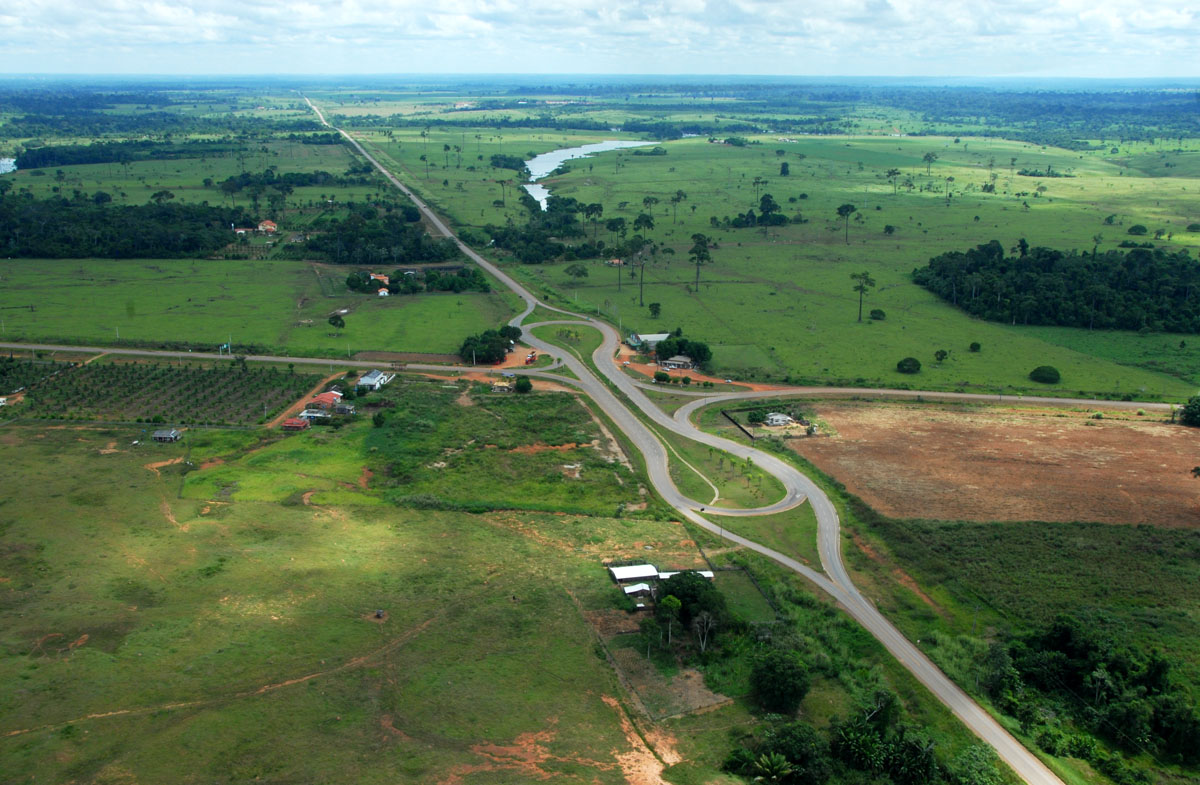
BR-364 in
  Acre
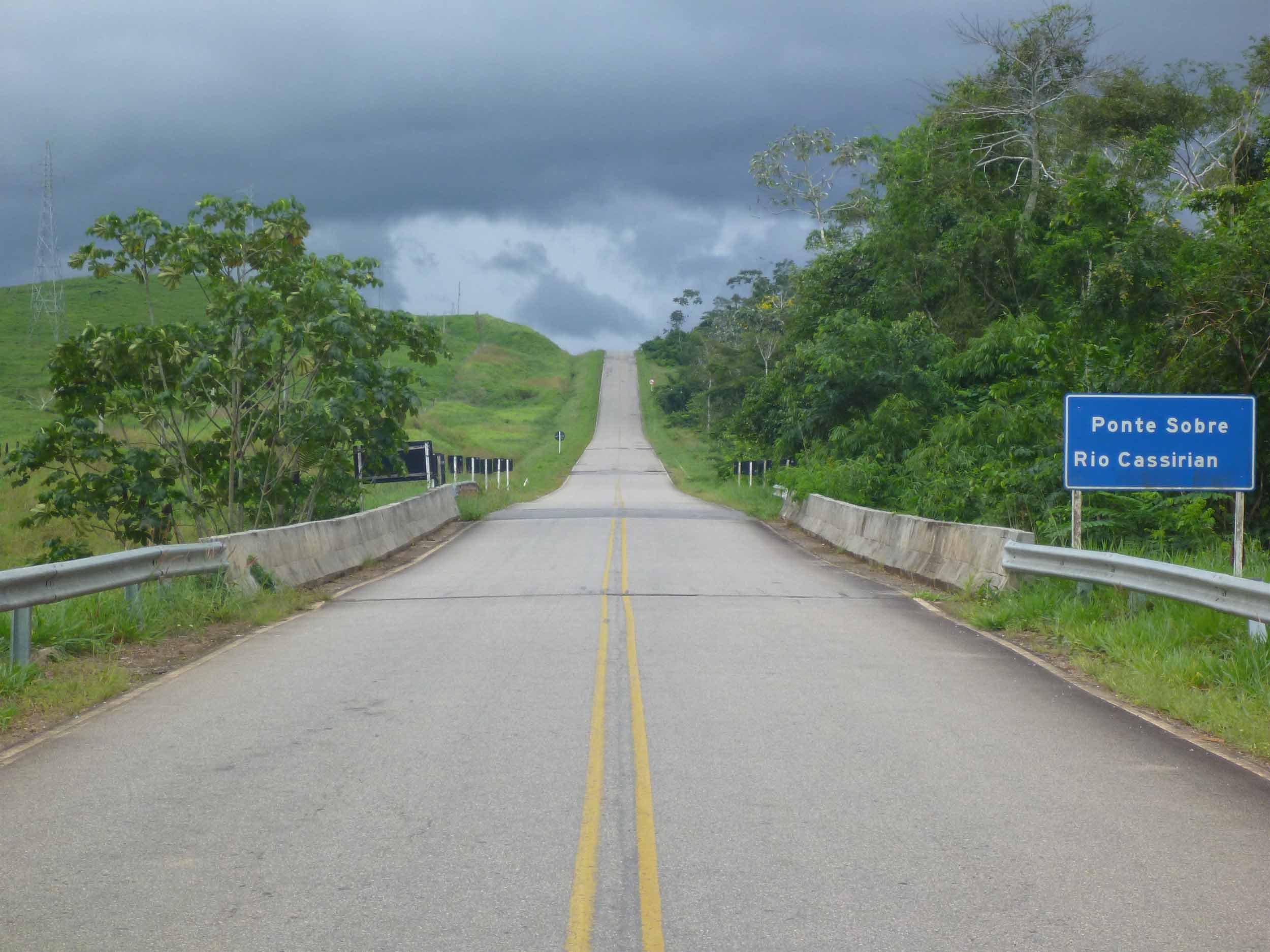
BR-364 am Rio Cassirian
 ( Acre)

### Übersicht
Die BR-364 durchläuft oder ermöglicht Zugang zu abwechslungsreichen Landschaftsformen wie Feuchtsavanne (portugiesisch Cerrado), Sumpfland (portugiesisch Pantanal), Flussauen (portugiesisch Várzea) oder Amazonas-Regenwald und führt vorbei an endlos scheinenden Zuckerrohr-, Soja- und Baumwollplantagen. 
| Ortschaft       | Bundesstaat  | Entfernung in km |
| --------------- | ------------ | ---------------- |
| Limeira         | São Paulo    | 0                |
| São Carlos      | São Paulo    | 99               |
| Barretos        | São Paulo    | 203              |
| Cachoeira Alta  | Goiás        | 397              |
| Jataí           | Goiás        | 143              |
| Mineiros        | Goiás        | 108              |
| Alto Garças     | Minas Gerais | 149              |
| Rondonópolis    | Minas Gerais | 149              |
| Cuiabá          | Minas Gerais | 216              |
| Varzea Grande   | Minas Gerais | 10               |
| Diamantino      | Minas Gerais | 195              |
| Vilhena         | Rondônia     | 583              |
| Riozinho        | Rondônia     | 224              |
| Cacoal          | Rondônia     | 22               |
| Ji-Paraná       | Rondônia     | 107              |
| Porto Velho     | Rondônia     | 373              |
| Rio Branco      | Acre         | 510              |
| Feijó           | Acre         | 363              |
| Tarauacá        | Acre         | 48               |
| Rodrigues Alves | Acre         | 219              |
| Mâncio Lima     | Acre         | 34               |
| BR-364          | gesamt       | 4152             |

Wichtigste Städte sind Rondonópolis, Cuiabá, Porto Velho und Rio Branco. Die Längenangaben schwanken zwischen 4325 km und 4028 km.

### Einzelheiten
Von Limeira aus führt die BR-364 über São Carlos, Barretos und über den Grenzfluss Rio Grande (deutsch großer Fluss) nach Minas Gerais (deutsch allgemeine Minen), am São-Simão-Stausee vorbei, dann im Bundesstaat Goiás nach Cachoeira Alta (deutsch hoher Wasserfall). In Jataí, dem Cerrado, trifft sie auf mehrere Landesstraßen und verläuft in nordwestlicher Richtung nach Mineiros (deutsch Bergarbeiter). Nach der Grenze zu Mato Grosso (deutsch dichtes Buschland) wird Alto Garças erreicht. Die BR-364 verbindet von hier aus nach 149 km mit Rondonópolis, das – anders als der Name nahelegt – noch in Mato Grosso liegt. Es folgt Cuiabá, die Hauptstadt von Mato Grosso und nach 10 km Varzea Grande (deutsch große Flussniederung). Hier gibt es Anschluss an die in das Pantanal führende Panoramastraße Transpantaneira. Es folgt auf schnurgerader Strecke Diamantino, wonach die BR-364 lange Zeit – entgegen ihrer generellen nordwestlichen Ausrichtung – in südlicher Richtung abdriftet (längste Etappe: 583 km). Vor Vilhena wird die Grenze zu Rondônia überschritten, und die BR-364 hat wieder südwestliche Richtung aufgenommen.
Auf der Fahrt nach Riozinho (deutsch kleiner Fluss) verläuft parallel zur BR-364 der Rio Ji-Paraná. Es folgen Cacoal – ein Zentrum des Kaffeeanbaus – und Ji-Paraná, um in westlicher Richtung auf Porto Velho (deutsch alter Hafen) zu treffen. Hier gibt es Anschluss an die nördlich verlaufende BR-319. Hinter Porto Velho führt die BR-364 parallel zum Rio Madeira (deutsch Holzfluss) und schließlich nördlich an der Grenze Boliviens vorbei. Im Mai 2021 eröffnete die Abunã-Brücke über den Rio Madeira und löste die bisherige Fähre ab. Es folgt – an vielen Farmen (portugiesisch Fazendas) vorbeiführend – im Bundesstaat Acre dessen Hauptstadt Rio Branco (deutsch weißer Fluss) mit der zweit längsten Etappe (510 km). Danach verläuft die BR-364 durch Feijó, Tarauacá und Rodrigues Alves über den Rio Juruá (Brücke 350 Meter lang), um schließlich in Mâncio Lima an der peruanischen Grenze zu enden. Hier bildet sie die Stadteinfahrt durch einen Torbogen und heißt im Ort Avenida Japim.

## Bedeutung
Die BR-364 folgt in großen Teilen dem vom brasilianischen Soldaten und Ingenieur Cândido Rondon (nach ihm ist Rondônia benannt) ab 1890 angelegten Telegrafennetz. Einstmals bei der Straßenplanung für den Gütertransport von Kassiterit in der Industrie im Bundesstaat Sâo Paulo vorgesehen, ist die BR-364 heute (portugiesisch rota da soja, „Soja-Route“) einer der bedeutendsten Transportwege Südost- und Nordwest-Brasiliens für Agrarprodukte. Eine große Rolle spielt im Personentransport der Linienverkehr. Der wechselhafte Ausbauzustand (Straßenschäden durch Überschwemmungen, Hitzeschäden), temporäre Schotterpisten, aber auch partielle Doppelspuren, ändert sich täglich. Das entlegene Rio Branco und andere Ortschaften sind auf dem Landweg nur über die BR-364 erreichbar. Indigene Bevölkerung säumt mit Wellblechhütten viele Teile der Straße. 